# Sautel (apéritif)
Pour les articles homonymes, voir Sautel (homonymie).
Le Sautel est un apéritif à base de vin issu du grenache dont la recette date de 1796. Il est élaboré dans le Vaucluse par la « Cave des vignerons de Canteperdrix » à Mazan. 

## Historique

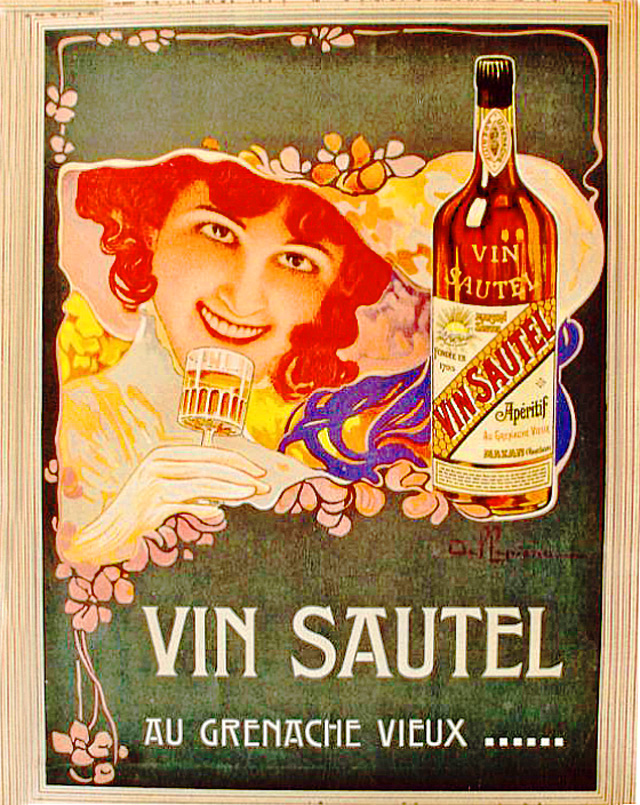
Affiche pour le Sautel par David Dellepiane en 1920

Sa première fabrication commerciale est due à Nicolas Sautel qui, en 1796, s'était porté acquéreur d'un couvent de Mazan. Dans celui-ci, fondé par les Récollets en 1611 et dirigé à l'origine par Françoise et Sybille d'Astouaud, il découvrit le secret de ce vin apéritif. 
Ce vin devint très populaire au cours du XIXe siècle. Présenté lors des grandes expositions internationales, il remporta de nombreuses récompenses et médailles, en particulier, à Londres et à Paris. 

## Composition

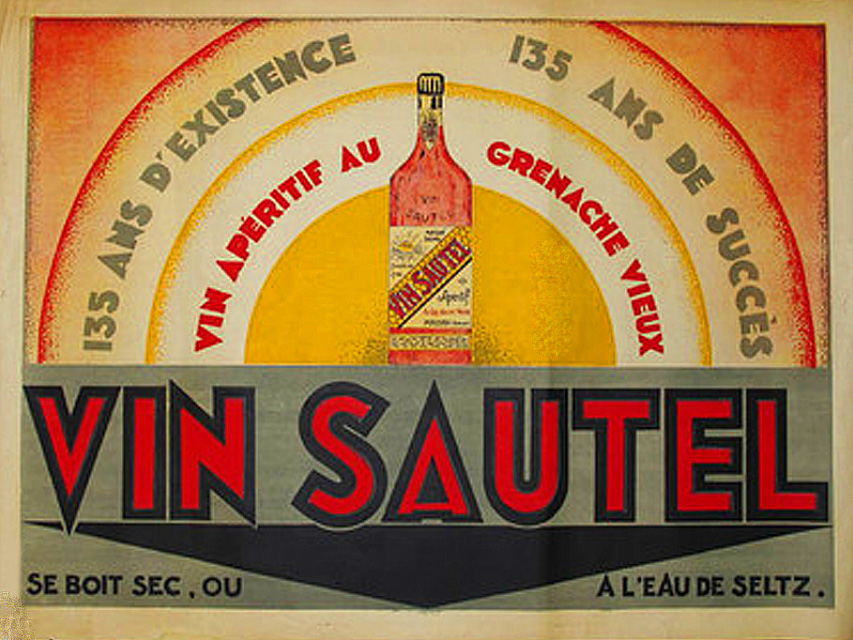
Vin Sautel au grenache vieux

Le terroir viticole de Mazan est particulièrement propice au grenache. Le vin qui en est issu fut remarqué, dès 1832, par André Jullien, auteur du monumental ouvrage Topographie de tous les vignobles connus. Dans son chapitre vins de liqueur, il classa en première catégorie le vin de paille de l'Hermitage, et en seconde, le Muscat de Beaumes-de-Venise ainsi que le grenache vieux de Mazan.  
Ce grenache vieux devint un vin de cour sous la Monarchie de juillet grâce à Louis-Philippe Ier qui l'appréciait particulièrement et servait de base depuis la Révolution à l'élaboration du Sautel. Le vin de grenache est aromatisé avec une décoction de cannelle et des écorces d'orange.

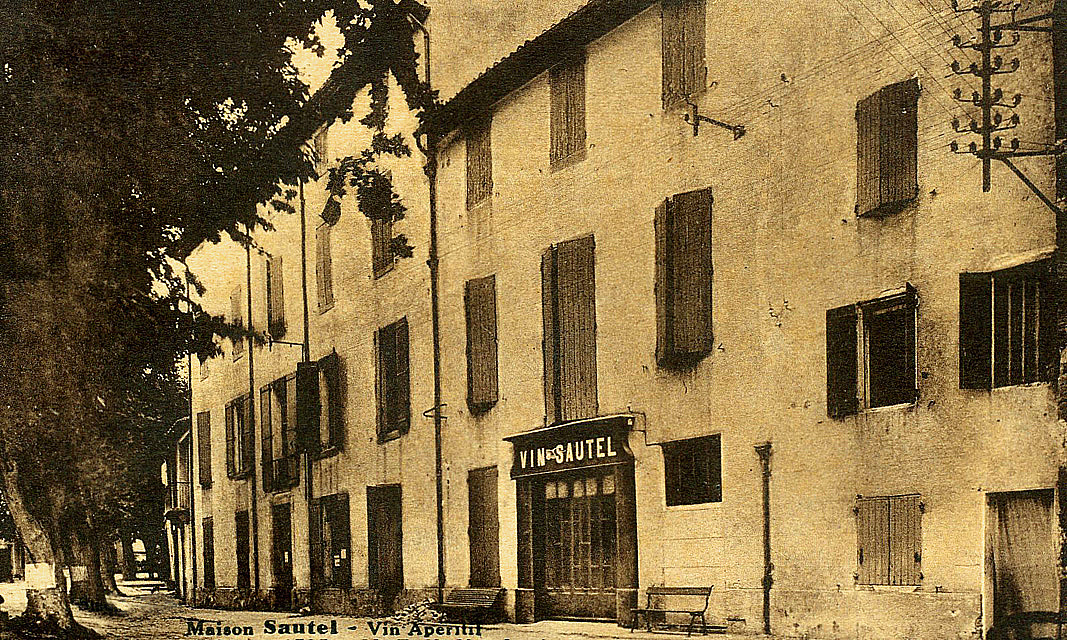
Maison Sautel à Mazan dans les années 1900
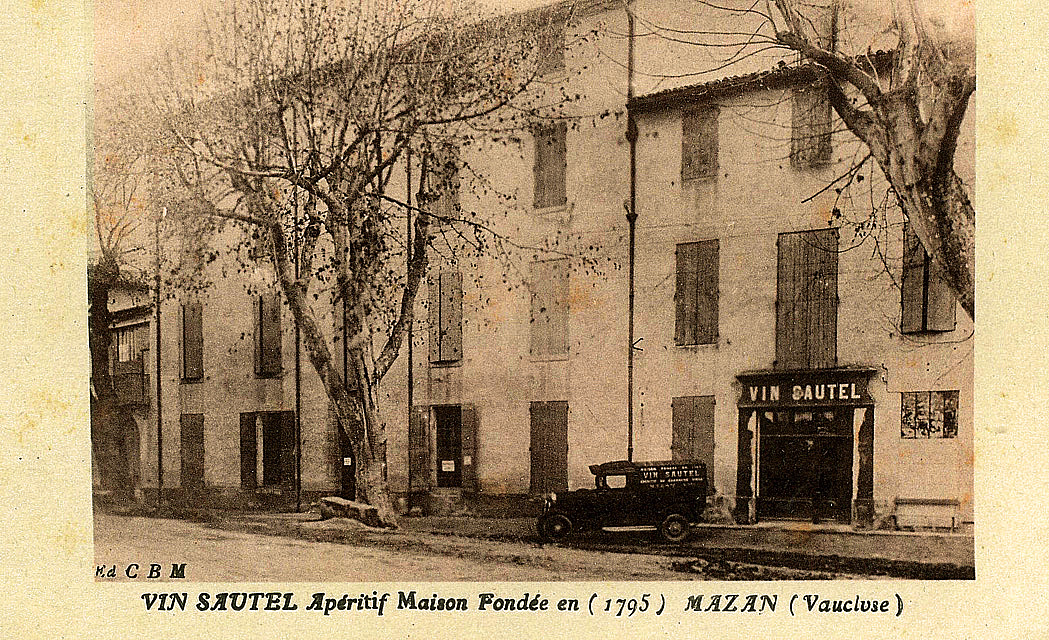
Camionnette de livraison Sautel dans les années 1920

## Déclin et renaissance

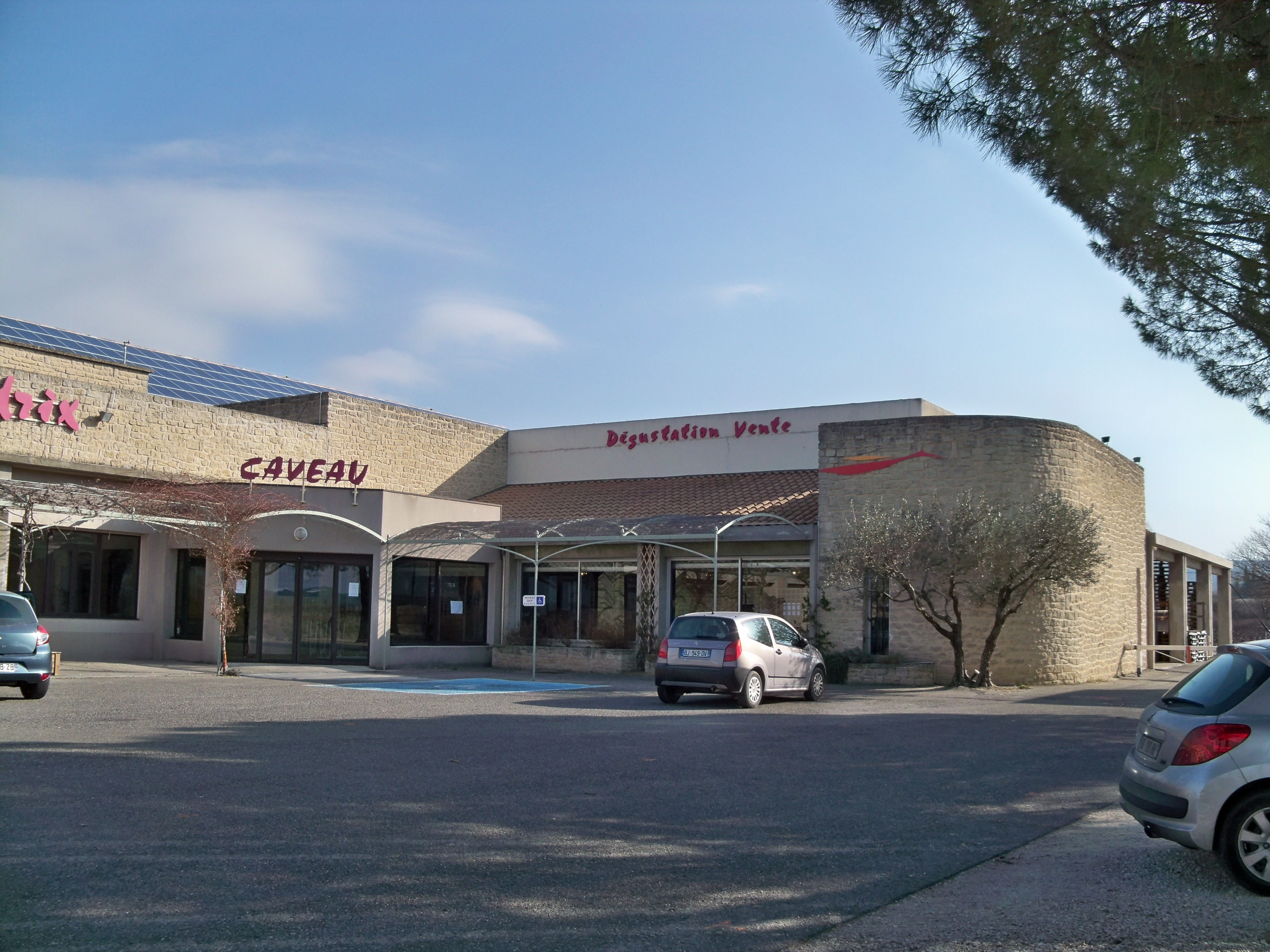
Cave des vignerons de Canteperdrix à Mazan

Au cours des années 1960, la marque périclita à la suite du désintérêt porté par ses propriétaires respectifs. La commercialisation fut abandonnée mais des herboristes continuèrent à vendre des sachets prêts à l'emploi pour une fabrication familiale. 
Depuis 1997, son élaboration et sa commercialisation ont été reprises par la cave des vignerons de Canteperdrix à Mazan, à la suite d'une décision de son conseil d'administration .